# A la sombra de dos pistoleros (parte 1)
 A la Sombra de dos pistoleros – Parte 1 es el primer capítulo de la segunda temporada de la serie El Ala oeste.

## Argumento
El equipo de la Casa Blanca está en el caos, tras el intento de asesinato contra el Presidente. Se plantean varias preguntas: ¿Quién ha sido?, ¿Ha muerto alguien? ¿Por qué?. Tras el atentado el Presidente se marcha a la Casa Blanca, pero por el camino el agente especial del servicio secreto se da cuenta de que el mandatario ha sido herido en un costado. Se ordena su traslado al hospital. Mientras, Toby descubre a Josh tirado en el suelo, malherido en un pulmón.
Ambos son trasladados al Hospital Universitario George Washington, donde se descubre que el Presidente sufre heridas leves, pero Josh está muy grave. Allí llega la Señora Bartlet quien advierte al anestesista de que su marido tiene esclerosis múltiple. Mientras, Leo tiene una reunión con el Vicepresidente Iones y la Consejera de Seguridad Nacional donde se trata el traspaso temporal de poderes al segundo.
Herido en el hospital y a punto de ser operado, Josh tiene flashbacks: recuerda como conoció a Josiah Bartlet trabajando para Hoynes. Leo McGarry vino un día a verle y le convenció para que asistiera a un mitin de Bartlet en New Hampshire. Toby Ziegler también recuerda que pensaba que iba a ser despedido de la Campaña de Bartlet, pero no fue así. Y por su parte Sam rememora el momento en que Josh le pide que le acompañe en la Campaña, abandonando su puesto de abogado en una importante empresa petrolera.

## Enlaces
- Ficha en FormulaTv
- Enlace al Imdb
- Guía del Episodio (en inglés)

- Datos: Q5645530